# Basic (album)
Pour les articles homonymes, voir Basic.
Albums de Brown Eyed Girls
Black Box
(2013)
Basic est le sixième album de Brown Eyed Girls, sorti sous le label NegaNetwork le 5 novembre 2015 en Corée du Sud.

## Liste des titres
| 1.  | Aiseukeurimeui Sigan (아이스크림의 시간; Ice Cream Time) |  |
| 2.  | Warm Hole (웜홀)                                         |  |
| 3.  | Wave                                                     |  |
| 4.  | Sinsegye (신세계; Brave New World)                       |  |
| 5.  | Obsession                                                |  |
| 6.  | Sineui Ibja (신의 입자; The God Particle)                |  |
| 7.  | Light                                                    |  |
| 8.  | Atomic                                                   |  |
| 9.  | Jusawi Nori (주사위 놀이; Dice Play)                     |  |
| 10. | Fractal                                                  |  |